# Bogna Dziechciaruk-Maj
Bogna Barbara Dziechciaruk-Maj (ur. 10 sierpnia 1957 w Krakowie) – polska historyk sztuki, muzeolog i kurator. W latach 2007-2022 dyrektor Muzeum Sztuki i Techniki Japońskiej „Manggha” w Krakowie.

## Życiorys
Absolwentka historii sztuki na Wydziale Historycznym Uniwersytetu Jagiellońskiego (Instytut Historii Sztuki Uniwersytetu Jagiellońskiego). W 2005 objęła stanowisko Dyrektora Centrum Sztuki i Techniki Japońskiej Manggha. Od 2007 do końca 2022 pełniła funkcję Dyrektora Muzeum Sztuki i Techniki Japońskiej Manggha. 16 grudnia 2019 roku minister kultury i dziedzictwa narodowego prof. Piotr Gliński powołał Bognę Dziechciaruk-Maj na kolejną, trzyletnią kadencję na stanowisku dyrektora Muzeum Sztuki i Techniki Japońskiej „Manggha”, rozpoczynającą się 1 stycznia 2020 roku. Funkcję tę pełniła do końca kadencji, tj. do 31 grudnia 2022 roku. Z dniem 1 stycznia 2023 roku stanowisko dyrektora objęła dotychczasowa wicedyrektorka muzeum, Katarzyna Nowak.

## Odznaczenia i nagrody
- Brązowy Medal „Zasłużony Kulturze Gloria Artis”[6](2005)
- Dyplom (kansha joo) za krzewienie kultury i techniki japońskiej (2006)[7]
- Order Wschodzącego Słońca IV klasy – Złote Promienie z Rozetą (2009)[8]
- Srebrny Medal „Zasłużony Kulturze Gloria Artis” (2012)[9]
- Odznaka „Honoris Gratia” (2014)[10]
- Złoty Krzyż Zasługi (za zasługi w budowaniu polsko-japońskich relacji kulturalnych, 2014)[11][12]